# Jamont Gordon
Jamont Gordon (ur. 16 marca 1987 w Nashville) – amerykański koszykarz, występujący na pozycjach rozgrywającego lub rzucającego obrońcy.
W 2004 został wybrany zawodnikiem roku szkół średnich stanu Tennessee (Tennessee Mr. Basketball). Rok później został zaliczony do II składu Parade All-American.
Przez kilka lat brał udział w rozgrywkach letniej ligi NBA. Reprezentował  Dallas Mavericks (2007), Philadelphia 76ers (2008), Golden State Warriors (2008), Cleveland Cavaliers (2009).

## Osiągnięcia
Na podstawie, o ile nie zaznaczono inaczej.
NCAA
- Uczestnik rozgrywek II rundy turnieju NCAA (2008)
- Laureat Howell Trophy (2008)
- Zaliczony do:
  - I składu:
    - konferencji Southeastern (SEC – 2007, 2008)
    - debiutantów SEC (2006)
    - turnieju Anaheim Classic (2008)

  - II składu SEC (2007)
- Lider SEC w liczbie:
  - asyst (2007 – 187)
  - celnych (157) i oddanych (222) rzutów wolnych (2007)
  - strat (2008 – 138)

Drużynowe
- Mistrz:
  - ligi VTB (2012)
  - Rosji (2011, 2012)
  - Turcji (2013)
  - Chorwacji (2010)
- Wicemistrz:
  - Euroligi (2012)
  - Ligi Adriatyckiej (2010)
  - Turcji (2014)
- Finalista pucharu:
  - Chorwacji (2010)
  - Turcji (2013)
  - Serbii (2017)

Indywidualne
- MVP:
  - finałów ligi:
    - adriatyckiej (2010)
    - tureckiej (2013)

  - kolejki Euroligi (4 – TOP 16 – 2009/2010)
- Uczestnik meczu gwiazd ligi:
  - rosyjskiej (2011)
  - chorwackiej (2010)
- Lider ligi chorwackiej w asystach (2010)